# Пуэрто-Ариста
Пуэрто-Ариста (исп. Puerto Arista) — прибрежный посёлок в Мексике, штат Чьяпас, входит в состав муниципалитета Тонала. Численность населения, по данным переписи 2020 года, составила 958 человек.

## Исторические сведения
Первое упоминание о поселении Ла-Пуэрта относится к 1812 году, когда Кадисские кортесы разрешили проводить через этот порт торговлю с Гватемалой и другими портами Новой Испании.
12 января 1892 года губернатор Эмилио Рабаса добавил в название посёлка фамилию президента Мариано Аристы.
В 1893 году на побережье был построен маяк, так как судоходство тяжёлых судов считалось не безопасным.

## Описание
Посёлок расположен в 22 км от города Тонала, по местной асфальтированной дороге.
Местное население занято в рыболовной отрасли и сфере туризма.
Пуэрто-Ариста привлекает своими пляжами, они выделяются своей длиной с мелким и мягким песком, а пальмы и высокие волны выделяются на фоне гор.